# Poun (Sapouy)
Pour les articles homonymes, voir Poun.
Ne doit pas être confondu avec Poun (Ténado).
Poun est une commune rurale située dans le département de Sapouy de la province du Ziro dans la région du Centre-Ouest au Burkina Faso.

## Histoire
La commune de Poun, à l'instar d'autres communes du pays, a une économie essentiellement tributaire de l'agriculture (98%); mais aussi de l'élevage.
La commune de Poun dispose d'un CSPS, fonctionnel depuis 2016; d'une école primaire publique, vielle depuis les années 80; d'un CEG .